# Серый килебрюхий уж
Серый килебрюхий уж (лат. Macropisthodon plumbicolor) — вид змей из семейства ужеобразных, обитающий в Азии.

## Галерея

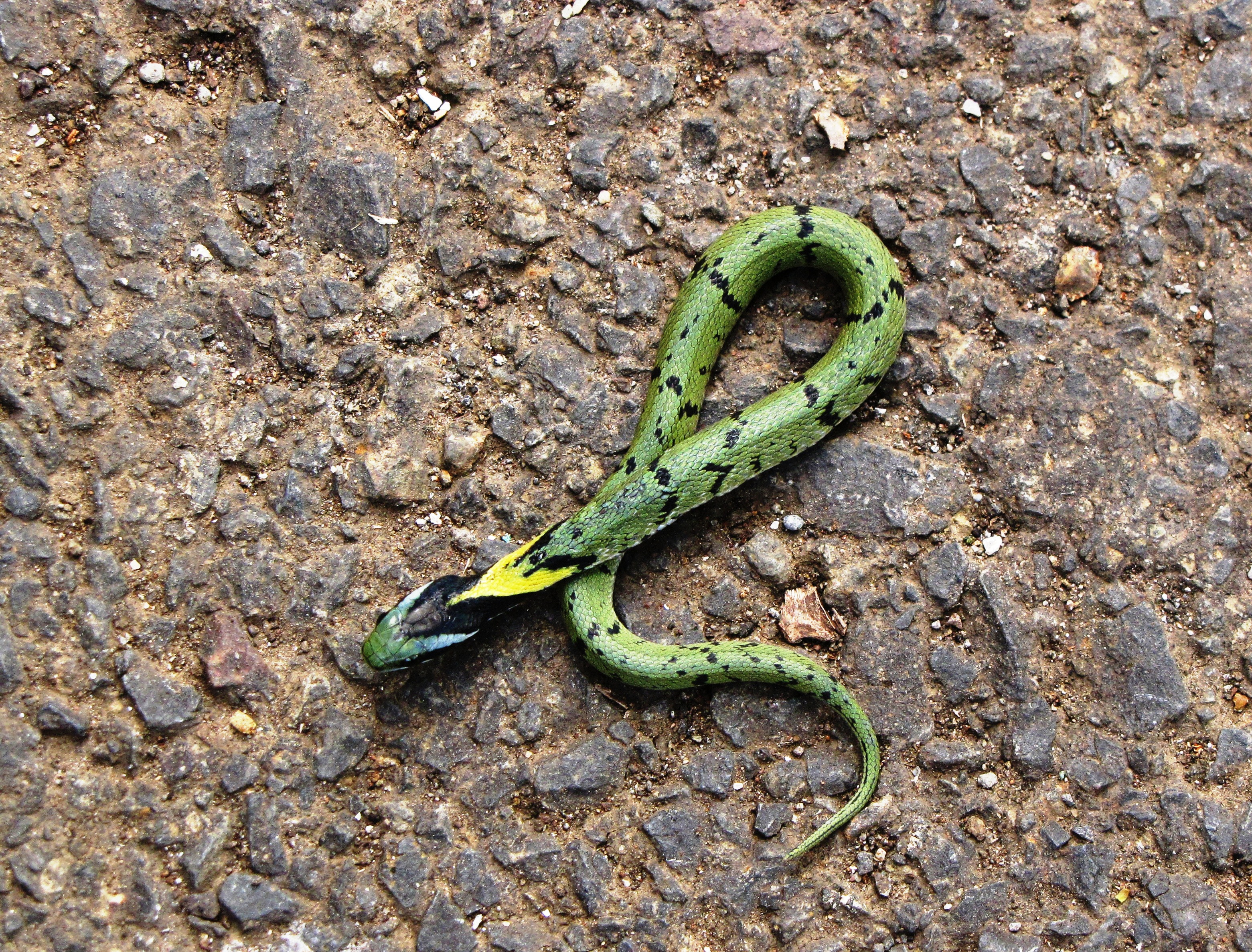
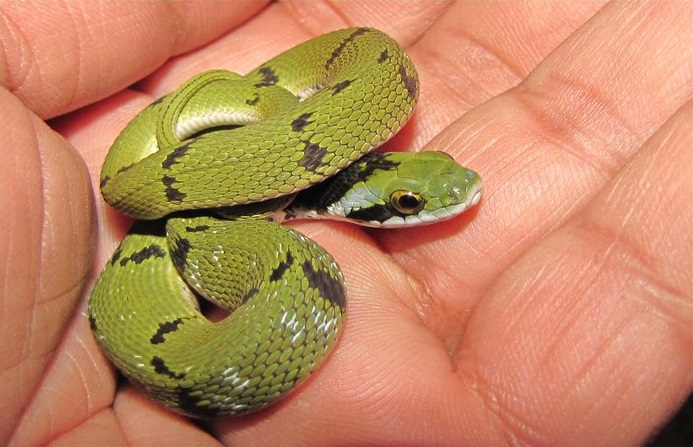
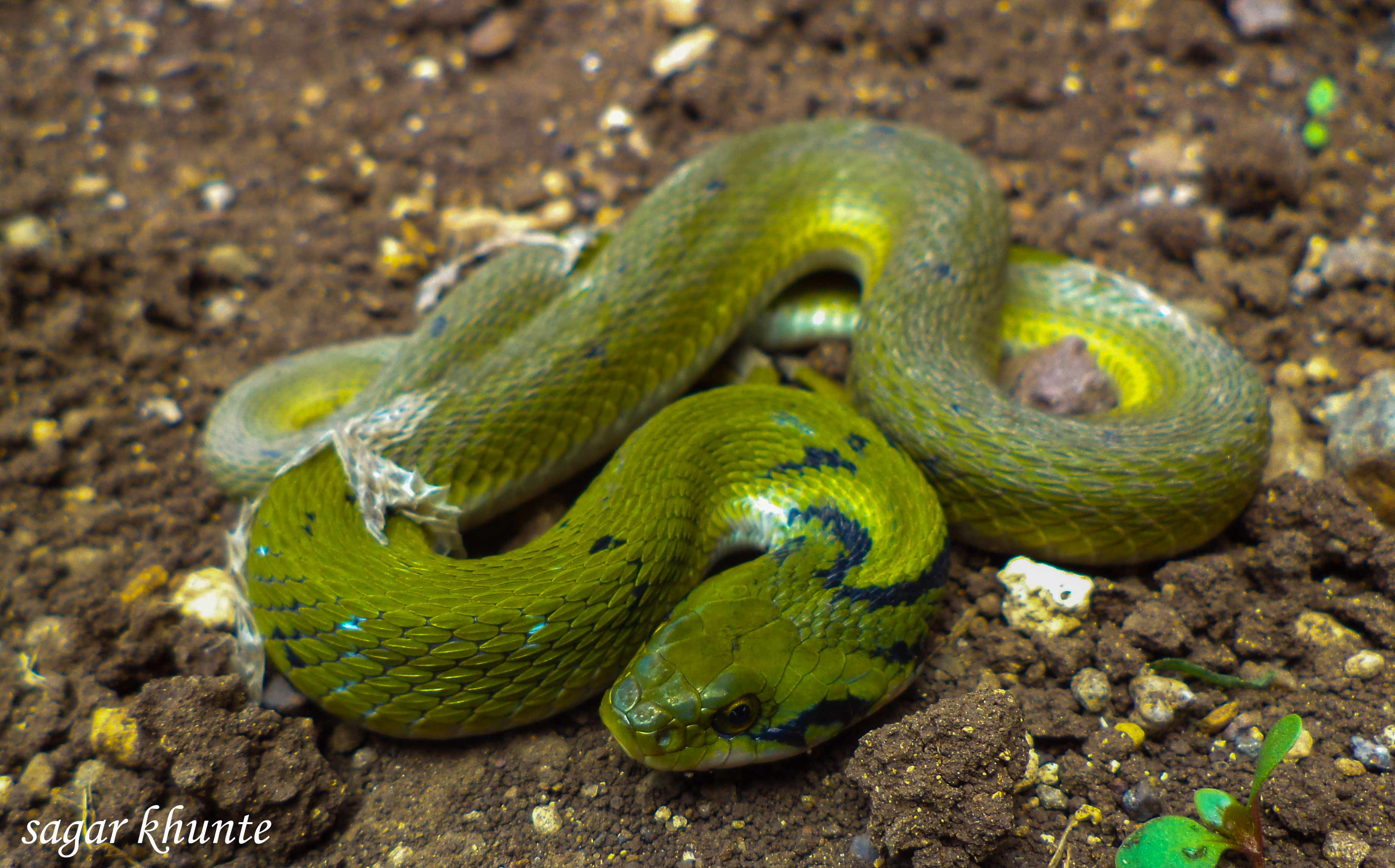
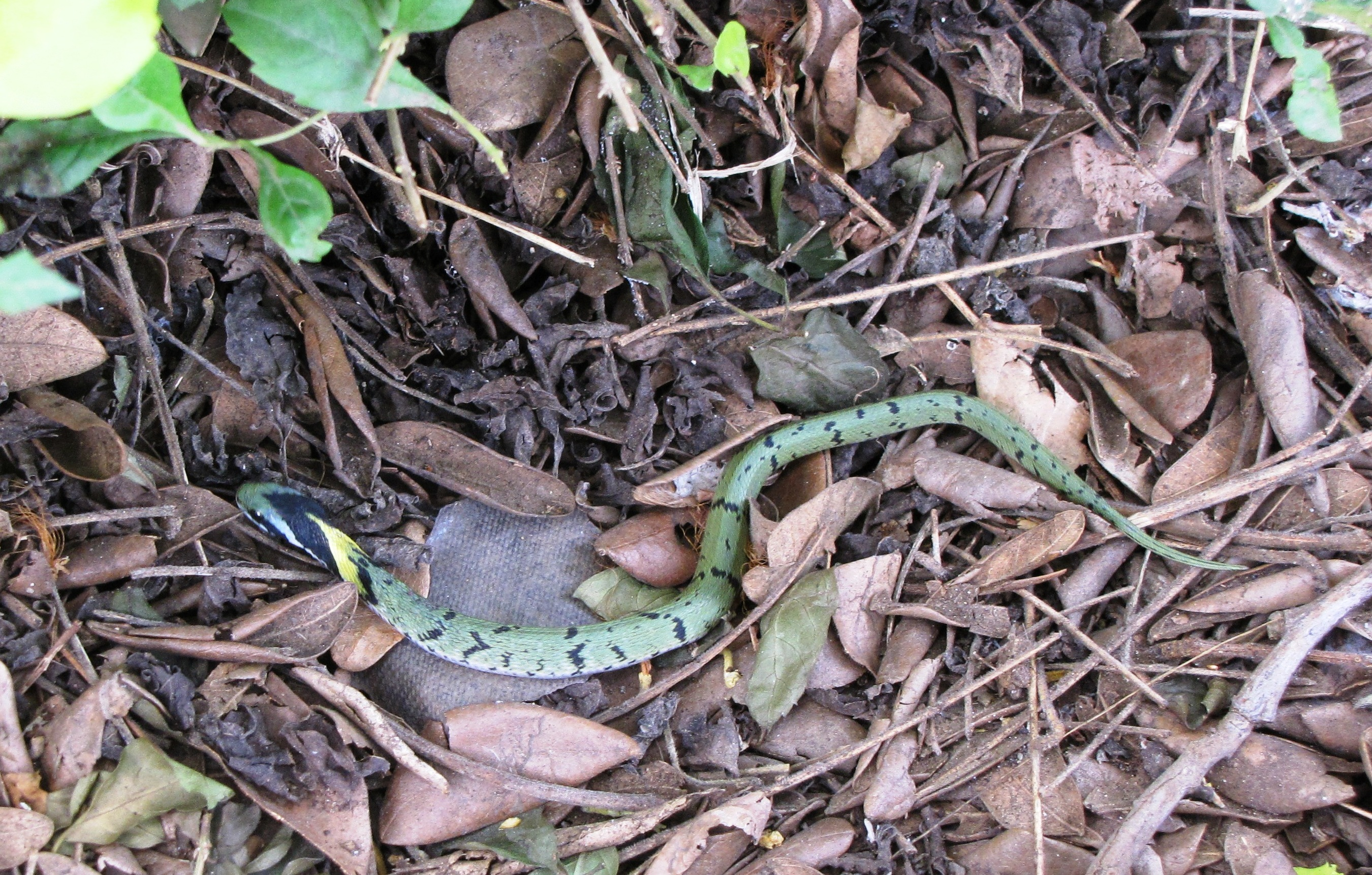

## Описание

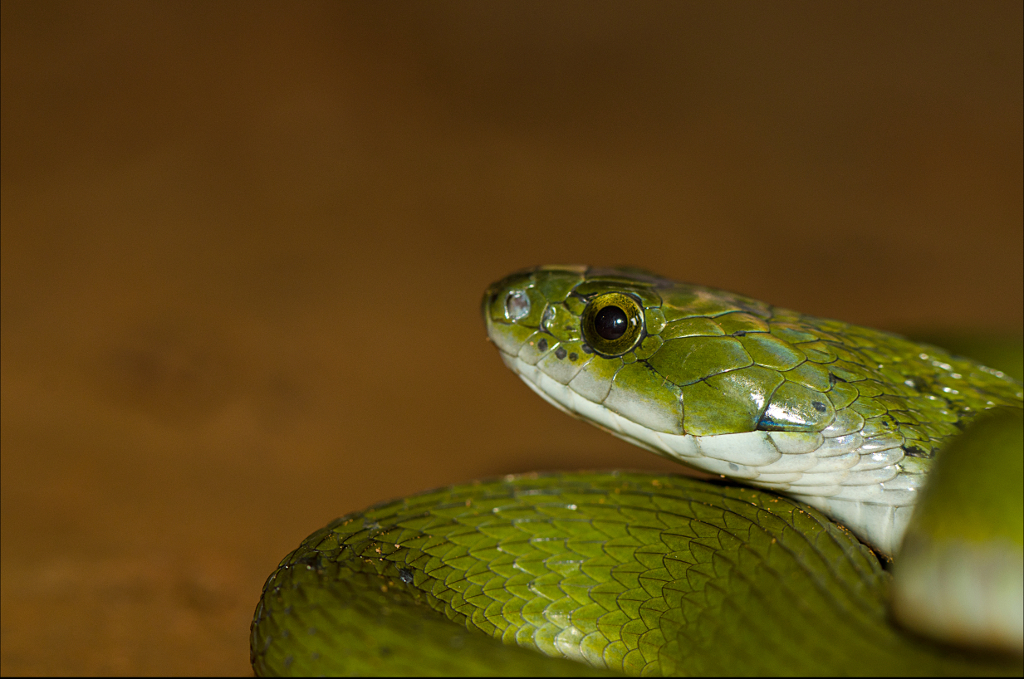

Общая длина достигает 40—60 см. Голова треугольная, отделена шейным перехватом. Глаза с круглыми зрачками. Туловище тонкое с сильно килеватой чешуёй только на брюхе. Имеет самую длинную и наиболее килеватую чешую среди всех видов этого рода. Хвост короткий.
Новорождённые змеи имеют спину светло- или тёмно-зелёного цвета с чёрными пятнами. На передней части тела есть белые отметины. Шея с белой или жёлтой широкой полосой, окаймлённой 2 чёрными полосами. Чёрная полоса идет от задней части глаза до рта. Неполовозрелые ужи имеют светло-зелёный цвет с чёрными точками. Шея с чёрными или белыми пятнышками, они имеют форму V—образного значка на затылке. Взрослые особи оливково-зелёного цвета. Голова тёмная, брюхо — белого, жёлтого или серого окраса.

## Образ жизни
Населяет луга, редколесья, горные местности. Встречается на высоте до 1000 м над уровнем моря. Активен ночью, питается лягушками и жабами. Летом впадает в спячку.

## Размножение
Это яйцеживородящая змея. Самка рождает 7—16 детёнышей длиной 10—15 см.

## Распространение
Обитает в Пакистане, Мьянме, на острове Шри-Ланка, в штатах Индии: Махараштра, Керала, Тамилнад, Андхра-Прадеш, Карнатака.

## Подвиды
- Macropisthodon plumbicolor plumbicolor (Cantor, 1839)
- Macropisthodon plumbicolor palabriya Deraniyagala, 1955[2]